# Donzdorf
Donford es una ciudad del Göppingen en Baden-Wurtemberg, Alemania. La localidad se encuentra a 12 km al este de Göppingen y 13 km al sur de Schwäbisch Gmünd. También es conocida por ser el lugar donde se encuentra la discográfica que se basa en el heavy metal, Nuclear Blast.